# Azedine Kasri
Azedine Kasri est un acteur, réalisateur et scénariste franco-algérien.
Il est originaire de Vireux-Molhain dans les Ardennes.
Ses parents sont originaires de Béjaïa.

## Biographie
En 2017 il réalise son premier court métrage 507 heures puis il intègre La Fémis.
En 2019 il remporte le Grand prix du Nil (Meilleur court métrage) au Luxor African Film Festival (en) pour son deuxième court-métrage, Timoura.
En 2019 il remporte le prix du meilleur espoir au festival Jean Carmet pour son interprétation dans Turnover de Damien Salama.
En 2023 et 2024 son court métrage Boussa  est sélectionné dans plusieurs grands festivals : Clermont Ferrand, Fespaco, Short Shorts film festival and Asia (Tokyo) , Calgary, Cabourg, Saint Louis ( Usa) , Festival du court métrage de Dakar … Au total le film comptabilise une centaine de sélection à travers le monde et plus d'une trentaine de prix.
Boussa a été diffusé en 2023 sur Ocs.
En 2025 son court-métrage Boussa remporte le poulain de Bronze au FESPACO ( Burkina-Faso)

Filmographie
 Sauf indication contraire, les informations mentionnées dans cette section peuvent être confirmées par les bases de données cinématographiques IMDb et Allociné,  présentes dans la section « Liens externes ».

### Acteur

#### Cinéma

##### Longs métrages
- 2014 : Babysitting de Nicolas Benamou et Philippe Lacheau : Un fêtard
- 2014 : La Crème de la crème de Kim Chapiron : Le maître de chant
- 2014 : Papa Was Not a Rolling Stone de Sylvie Ohayon : Lahlou
- 2016 : Voyoucratie de Fabrice Garçon et Kévin Ossona : Rachid
- 2016 : L'Outsider de Christophe Barratier
- 2017 : La Règle du Jeu de Ambroise Carminati : Azedine
- 2017 : L'Ascension de Ludovic Bernard : Youssef
- 2019 : Patrick de Gonçalo Waddington : Azedine
- 2020 : Trop d'amour de Frankie Wallach : Le perchman
- 2021 : La Troisième Guerre de Giovanni Aloi : Mehdi

##### Courts métrages
- 2014 : Errance de Peter Dourountzis : Le leader
- 2015 : Voiler la face de Ibtissem Guerda : Amine
- 2017 : 507 Heures de lui-même : Hamza
- 2019 : Turn-over de Damien Salama : Amhed
- 2020 : Change De Disque de Mathilde Cadrot et Marie Seurin
- 2021 : Pompidou de Vladimir Sillam : Albert
- 2023 : Boussa de lui-même

#### Télévision

##### Séries TV
- 2017 : Cherif : Mathieu Villeneuve (saison 4, épisode 2)
- 2018 : Guépardes : Fabien Summer (saison 1, 11 épisodes)

### Réalisateur

#### Courts métrages
- 2017 : 507 Heures
- 2018 : Timoura
- 2021 : Mouiller le Maillot
- 2022 : Boussa

### Scénariste

#### Courts métrages
- 2017 : 507 Heures
- 2018 : Timoura (Co-écrit avec Médéric De Watteville et Marlène Poste)
- 2021 : Mouiller le Maillot (Co-écrit avec Emma Alluyn et Elliot Godard)
- 2022 : Boussa (Co-écrit avec Médéric De Wattevillee et Simon Serna)